# Stor-Kallgröten
Stor-Kallgröten is een Zweeds rotseiland / zandbank behorend tot de Lule-archipel. Het eiland ligt ten noorden van Kluntarna en behoort tot het Natuurreservaat Kluntarna. Het heeft geen oeververbinding en is onbebouwd.
Björkskäret · Granskäret · Kluntarna · Lillbjörnen · Lillhällan · Sikhällan · Sikrevet · Stor-Kallgröten · Storhällan · Spålgrundet